# Pattishall
Pattishall – wieś w Anglii, w hrabstwie Northamptonshire, w dystrykcie (unitary authority) West Northamptonshire. Leży 11 km na południowy zachód od miasta Northampton i 97 km na północny zachód od Londynu. W 2001 miejscowość liczyła 1501 mieszkańców.